# Húgyvezeték

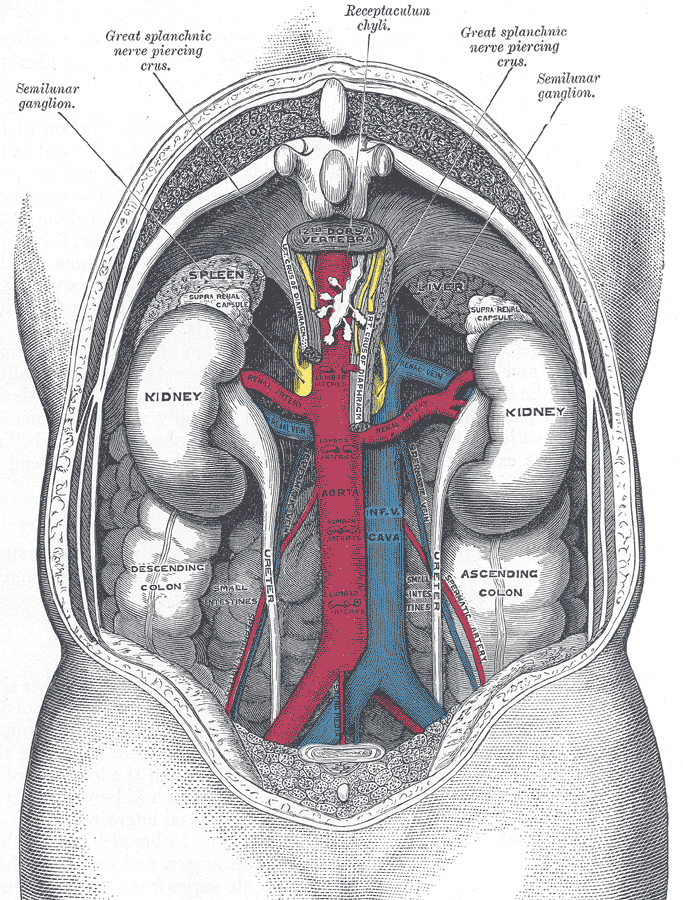
A hashártya mögötti (retroperitonealis) tér (hátulról feltárva!). Az ábra feltünteti a húgyvezetékek lefutását, valamint az egyéb szervekhez való viszonyát.

A húgyvezeték (ureter) páros, kétoldali, izmos falú cső, a vesemedencéből továbbítja a vizeletet a húgyhólyagba.

## Anatómia

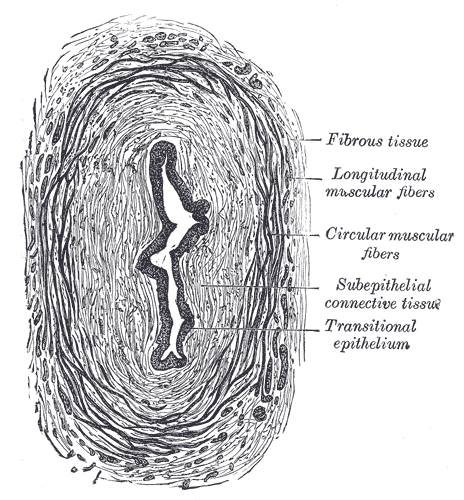
A húgyvezeték (ureter) keresztmetszete

Mintegy 30 cm hosszú és 3 mm vastag. Hasüregi (pars abdominalis) és kismedencei szakasza van (pars pelvina). Előbbi része a nagy horpaszizom elülső felszínén a hashártya mögött (retroperitonealisan) fut le. A here, illetve a petefészek leszálló érkötegei itt elölről ferdén keresztezik. A kismedencébe a kereszt-csípőcsonti ízülettől kissé oldalt, a közös csípőverőér oszlása előtt van. Nőben itt a petefészek mögött fut. A kismedencében elölről keresztezi a belső csípőverőeret. Kismedencei szakasza nagyrészt a hashártya alatti térben van (infraperitonealis). Férfiban hátul-alul keresztezi az ondóvezetéket, majd előre futva átfúrja a hólyagfalat, és a húgyhólyag dülmirigyre támaszkodó háromszögletű terület hátsó szögleteinél nyílik a húgyhólyagba. Nőben hátulról-alulról keresztezi a méh  verőerének haránt szakaszát, majd közvetlenül elhalad a hüvely oldalsó és elülső boltozatainak oldalai mellett, ezután a – férfi húgyvezetékhez hasonló módon – belép a húgyhólyagba.

## Falszerkezete
Üregét – ami üres állapotban csillag alakú – átmeneti hám (urothelium) béleli. Ezt vékony kötőszövetes réteg rögzíti az izomréteghez. Az izomréteget simaizom alkotja, viszonylag vastag. Belső és külső hosszanti és középső körkörös (helyesebben spirális) lefutású izomkötegekből áll. Ezek egymásba átmennek, így szövettanilag sincs közöttük éles határ.

## Vérellátás
Artériás vérellátását és vénás elvezetését több közeli ér ágai biztosítják.  

## Beidegzés
Az autonóm idegrendszer idegzi be.

## Működése
A vizeletet aktívan, adagonként, lefelé hullámszerűen tovafutó összehúzódásokkal továbbítja a vesemedencéből a húgyhólyag üregébe. A húgyhólyagba való beszájadzásánál egy szelepszerűen működő nyálkahártyaredő akadályozza meg a visszaáramlást.

## Betegségei
Felszálló fertőzései mellett a vesekövek ürülése emelhető ki, mint az egyik legsúlyosabb zsigeri fájdalmat okozó folyamat, urológiai segítséget igényel. A kövek a húgyvezetékben el is akadhatnak, ami mindenképpen viszonylag sürgős urológiai beavatkozást igénylő állapot.

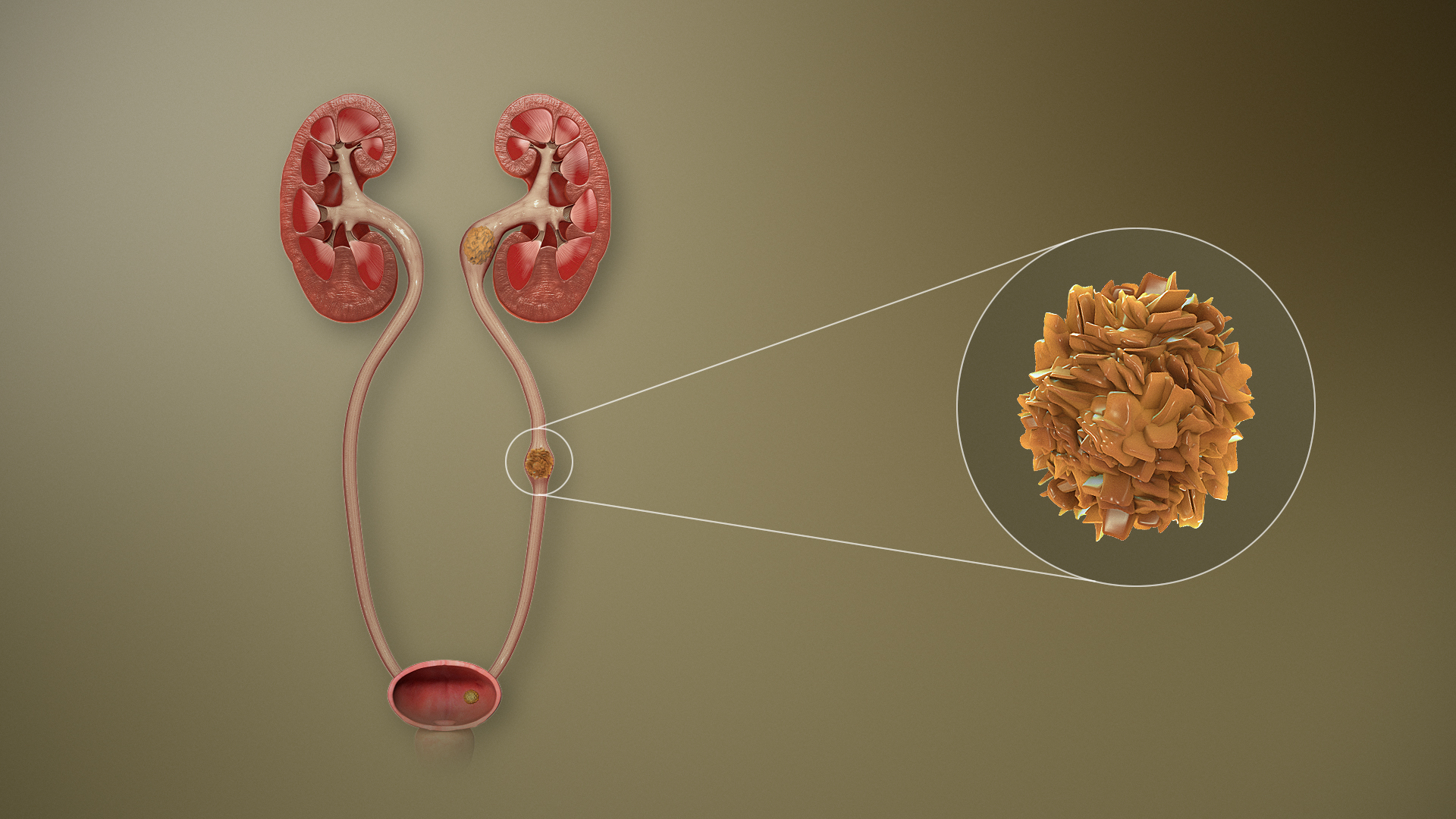
Kövek a húgyvezetékben